# Burg Rahden
Die Burg Rahden  ist eine ehemalige Wasserburg in der Stadt Rahden im Kreis Minden-Lübbecke.

## Lage
Die Burgruine liegt im Ortsteil Kleinendorf nahe der Großen Aue. Sie wurde ursprünglich erbaut zum Schutz von mehreren Handelswegen, die durch eine Furt über die große Aue geführt wurden. Heute ist von ihr nur noch eine Ruine übrig geblieben.

## Geschichte

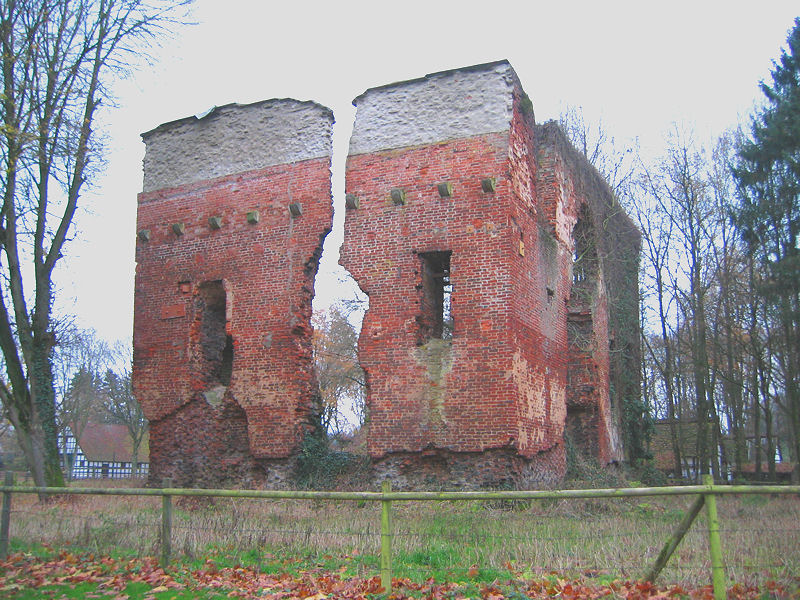
Burg mit Auflager für Fachwerkbalken

Die Burg wurde erstmals urkundlich 1296 erwähnt. Zwischen 1310 und 1320 wurde die Burg Rahden neu errichtet oder erweitert. Im Jahr 1320 wird Hardecke von Engelingborstel als Drost auf der Rahdener Burg genannt. Teilhaber an der Burg waren 1351 die Ritter von Gesmele und von Schele sowie die Grafen von Hoya und Gerhard vom Berge.
Die Burg Rahden war eine von fünf Landesburgen, die der Bischof von Minden zum Schutz gegen die Grafen von Diepholz und Hoya errichtet. Zu den weiteren Landesburgen zählten die Reineburg bei Lübbecke, die Schalksburg in Hausberge, die Burg Schlüsselburg in Petershagen und Schloss Petershagen.
Die Burg Rahden wurde immer wieder verpfändet, so waren beispielsweise 1361 die Familie von Münchhausen, in den Jahren 1391 bis 1395 die Familie von dem Bussche Pfandinhaber auf der Burg. Im Jahr 1431 zerstörten die Truppen des Bischofs von Osnabrück die Burg. Amtsleute und Drosten waren sodann die Adelsfamilien von Grapendorff um 1450, von Mandelsloh 1464 und von Münchhausen bis 1533. Der Bischof von Minden löste die Burg 1538 von den Eroberern mit Geld ein. In einem Streit mit einem Pfandinhaber ließ der Bischof von Minden 1591 die Burg und den Ort Rahden wiederum niederbrennen, um eine Herausgabe der Burg zu erzwingen.
Als offizieller Amtssitz wurde die Burg Rahden im Jahr 1711 aufgegeben, die Amtsgeschäfte wurden vom „Neuen Amtshaus“ geführt, das in etwa im Bereich des heutigen Schloss Rahden lag. Im Winter 1878 brannte die Burg Rahden aus, übrig blieben von diesem Feuer nur die Reste der heutigen Ruine.
Ein (eventuell eher nach dem Ort benanntes) gleichnamiges Adelsgeschlecht wurde mit Justatius de Rothen 1272, Heinrich von Rothen 1263 und Hermann de Roden 1296 als Lehensleuten des Ludolf von Steinfurt erwähnt, und wird im Lehnregister der Bischöfe von Minden als in Fiestel und Rahden besitzlich aufgeführt. Spätere Abkömmlinge führten den Namen von dem Rode und traten urkundlich beispielsweise durch Richard von dem Rode (um 1380–1445), Dechant in St. Andreas, sowie dessen Brüder, die Knappen Ebbeke/Egberke und Rolf (um 1377–1425), mit Besitzungen bei Nettelstedt auf. Durch Heiraten gingen Besitz und Lehenstitel derer von dem Rode, nach Resignation und Neu-Belehnung, 1454 an die Familie von Westorp (Westrup) und letztlich an die Familie von der Recke zu Obernfelde.

## Gebäude
Der Umfang der Burg Rahden wurde 1969 durch Stichgrabungen durch den Rahdener Heimatforscher Heinrich Bretthauer erforscht. Der gesamte Gebäudekomplex hatte die Abmessungen von etwa 63 m × 53 m. Die Burg verfügte über einen Wassergraben, der durch die Große Aue gespeist wurde. Der Zugang erfolgte über eine Zugbrücke von Süden her über die heutige Lemförder Straße. Die Burg bestand aus dem Schloss (die heutige Ruine des Hauptgebäudes), einem Pferdehaus, einem Torhaus und einem Verbindungsbau. Am Hauptgebäude angelehnt befand sich ein mächtiger Bergfried. An der Nord- und Südseite zum Eingang hin, waren ebenfalls Türme vorhanden. Der Umfang der Gebäude ist heute noch zu erkennen, bei den Stichgrabungen wurden die Ausmaße durch Findlinge markiert, die heute im Bereich des Heimatparks und des Museumshofes zu sehen sind.
Anfang der 1980er Jahre wurde von Mitgliedern des Heimatvereins Rahden ein alter, steinerner Türsturz mit Inschrift aus der Ruine geborgen. Er wurde vor der Ruine aufgestellt. Die Inschrift erinnert an den 59. Bischof des Hochstifts Minden, den Herzog Christian zu Braunschweig und Lüneburg, der von 1566 bis 1633 lebte. Der Sturz wurde vermutlich 1619 in der Burg angebracht.
In den 1990er Jahren wurden Maßnahmen getroffen, die Burgruine zu festigen. Mächtige Stahlträger und Spannstähle wurden in die Ruine eingebaut, um ein Auseinanderbrechen zu verhindern. Aber auch heute sieht man, das sich die Nordwand der Ruine mit den Fachwerklagern bedrohlich zur Seite neigt. Anlässlich der Aktivitäten zum 975-Jahr-Feier der Stadt Rahden im Jahr 2008 wurde die Ruine von umfangreichem Bewuchs befreit. So sind auch Details der Ruine besser zu erkennen.

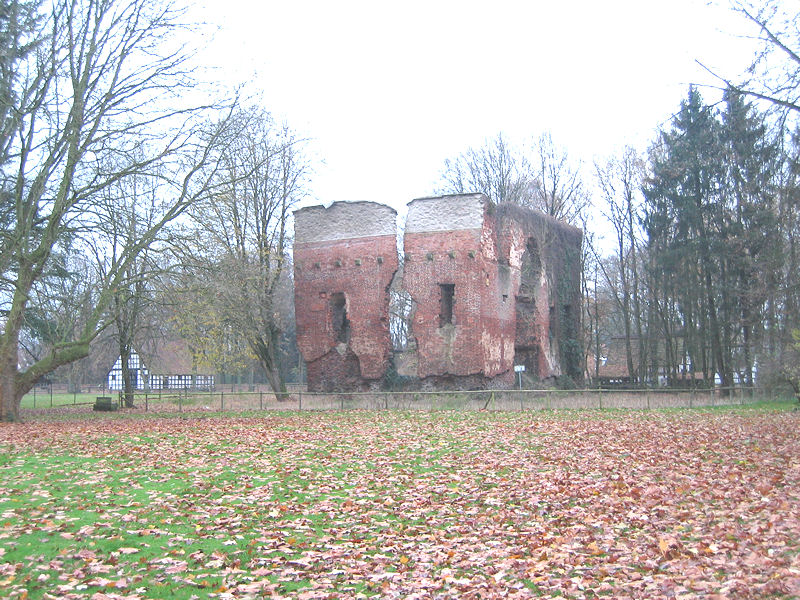
Nordseite der Burg Rahden, im Hintergrund der Museumshof Rahden

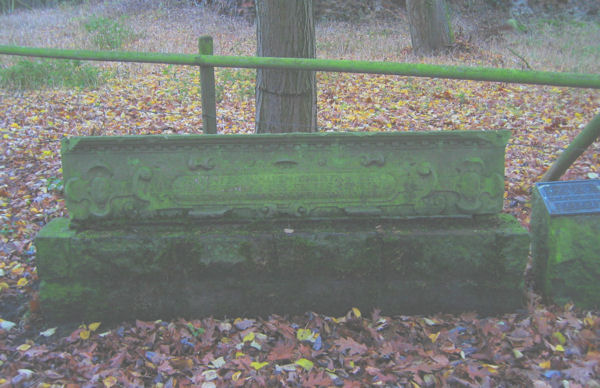
Ein Türsturz aus der Burg aus dem Jahr 1619